# Clarence McKerrow
Clarence Douglas "Clare" McKerrow, född 18 januari 1877 i Montreal, död 20 oktober 1959, var en kanadensisk idrottare inom lacrosse och ishockey.
Som ishockeyspelare representerade McKerrow Montreal Hockey Club för vilka han spelade som rover åren 1895–1899. 1895 var han med och vann Stanley Cup med laget. 1902 vann han ytterligare en Stanley Cup med klubben som tränare.
1908 vann McKerrow en guldmedalj med det kanadensiska landslaget i lacrosse under de olympiska sommarspelen i London 1908 sedan Kanada besegrat Storbritannien med siffrorna 14-11.

## Statistik
AHAC = Amateur Hockey Association of Canada, CAHL = Canadian Amateur Hockey League
| 1895        | Montreal Hockey Club | Stanley Cup | –  | –  | – | –  | – | 1 | 1 | — | 1 | — |
| 1896        | Montreal Hockey Club | AHAC        | 6  | 8  | – | 8  | – | — | — | — | — | — |
| 1897        | Montreal Hockey Club | AHAC        | 8  | 12 | – | 12 | – | – | – | – | – | – |
| 1898        | Montreal Hockey Club | AHAC        | 8  | 13 | – | 13 | – | – | – | – | – | – |
| 1899        | Montreal Hockey Club | CAHL        | 4  | 12 | – | 12 | – | – | – | – | – | – |
| AHAC totalt | AHAC totalt          | AHAC totalt | 22 | 33 | – | 33 | – | – | – | – | – | – |

Källa: